# فريدوم (نيويورك)
فريدوم (بالإنجليزية: Freedom, New York)‏ هي بلدة أمريكية تقع في الولايات المتحدة في مقاطعة كاتاروغوس، نيويورك. يقدر عدد سكانها بـ 2,405 نسمة ومساحتها 105.1 كم2 وترتفع عن سطح البحر 514 متر.

## أعلام
- جاي روجرز